# Usucapião

A usucapião (do latim usucapio: "adquirir pelo uso"; ) é uma forma  originária de aquisição do direito de propriedade  sobre um bem móvel ou imóvel em função de haver utilizado tal bem por determinado lapso temporal, contínua e incontestadamente, como se fosse o real proprietário desse bem. 
Para que tal direito seja reconhecido, é necessário que sejam atendidos determinados pré-requisitos previstos em lei.

## Conceituações na legislação brasileira
Na legislação brasileira, a usucapião está prevista principalmente no Código Civil Brasileiro e na Constituição da República Federativa do Brasil. Os pré-requisitos básicos para a aquisição do direito são:
1. A posse, por um determinado lapso de tempo, do bem móvel ou imóvel; e
2. Que a posse seja contínua e ininterrupta.

### Usucapião de bens imóveis
A doutrina jurídica brasileira identifica três modalidades de usucapião de bens imóveis, previstas na legislação:
1. Usucapião ordinária;
2. Usucapião extraordinária; e
3. Usucapião especial.

#### Ordinária
Prevista no Código Civil, a usucapião ordinária depende de justo título e de boa-fé. Ela é caracterizada pela posse que, cumulativamente, ocorra:
1. De maneira mansa e pacífica, ou seja, quando não há qualquer ação judicial que questione o direito de posse do bem almejado;
2. Ininterruptamente, ou seja, quando aquele que deseja possuir a propriedade de determinado bem permanece continuamente na posse do mesmo pelo  tempo exigido em lei;
3. Sem oposição do proprietário; e
4. Por prazo igual ou superior a dez anos.

O prazo será reduzido de dez para cinco anos quando, comprovadamente, o possuidor houver adquirido o imóvel onerosamente, com registro cartorário da posse posteriormente cancelado pelo vendedor, e:
- O possuidor houver realizado, no imóvel, investimentos de interesse econômico e social; ou
- O possuidor houver estabelecido, no imóvel, a sua moradia habitual.

#### Extraordinária
Prevista no Código Civil, a usucapião extraordinária independe de justo título ou de boa-fé. É caracterizada pela posse que, cumulativamente, ocorra:
1. Posse com ânimo de dono;
2. Posse justa (não violenta, clandestina ou precária) e sem oposição — de maneira mansa e pacífica.
3. Ininterruptamente (continuamente); e
4. Por prazo igual ou superior a quinze anos.

O prazo será reduzido de quinze para dez anos quando o possuidor houver, comprovadamente:
- Estabelecido, no imóvel, a sua moradia habitual; ou
- Realizado, no imóvel, obras ou serviços de caráter produtivo.

Nessa modalidade, é possível requerer ao juiz que a usucapião ocorra por sentença declaratória, o que posteriormente poderá servir de título para o registro da propriedade (ou de outro direito real) no Cartório de Registro de Imóveis.

#### Especial
Espécie de usucapião baseada na ideia da função social da propriedade, em conformidade com o inciso XXIII, do artigo 5.º, da Constituição Federal de 1988[38].
É dividida em duas subespécies: a usucapião especial rural e a usucapião especial urbana.
Como leciona Caio Mário da Silva Pereira[39]:
"As características fundamentais desta categoria especial de usucapião baseiam-se no seu caráter social. não basta que o usucapiente tenha a posse associada ao tempo. Requer-se, mais, que faça da gleba ocupada a sua morada e torne produtiva pelo seu trabalho ou seu cultivo direto, garantindo desta sorte a subsistência da família, e concorrendo para o progresso social e econômico". 

##### Urbana
A usucapião especial urbana é subdividida em duas modalidades: individual e coletiva.

###### Individual
A usucapião urbana individual ocorre somente no caso de imóveis urbanos com área de até 250 metros quadrados. É necessário que o imóvel tenha sido ocupado para si próprio ou para abrigo de sua família e, ainda, que o indivíduo tenha tratado o imóvel como se dono fosse. Não há exigência de justo título e presume-se a boa-fé, mas é exigido que o possuidor não seja proprietário de outro imóvel, urbano ou rural, e que a posse tenha ocorrido:
1. De maneira mansa e pacífica;
2. Ininterruptamente (continuamente);
3. Sem oposição do proprietário; e
4. Por prazo igual ou superior a cinco anos.

Individual por abandono de lar
Esta é uma nova modalidade de usucapião especial urbana individual. Ela incide sobre o imóvel que seja usado como lar de um casal de cônjuges ou companheiros, com ou sem filhos, mas que posteriormente seja abandonado por um dos cônjuges/companheiros e o outro cônjuge/companheiro permaneça no imóvel.
Essa usucapião foi incluída no Código Civil em 16 de junho de 2011 e, para que o cônjuge/companheiro que permaneceu no imóvel faça jus a essa usucapião, é necessário que a posse do imóvel aconteça:
1. De maneira mansa e pacífica;
2. Ininterruptamente (continuamente);
3. Com exclusividade, ou seja: sem que o ex-cônjuge, ex-companheiro ou outra pessoa compartilhe a propriedade do imóvel com o cônjuge/companheiro que permaneceu no imóvel;
4. Sem oposição do ex-cônjuge/companheiro; e
5. Por prazo igual ou superior a dois anos.

###### Coletiva
A usucapião urbana coletiva, prevista na Constituição Federal e no Estatuto da Cidade, ocorre somente no caso de imóveis urbanos com área superior a 250 metros quadrados. É necessário que o imóvel tenha sido ocupado por uma população de indivíduos de baixa renda, como se donos fossem, sem que seja possível identificar as respectivas áreas de cada possuidor, tendo todos destinado o imóvel para moradia deles e/ou de suas famílias. Não há exigência de justo título e presume-se a boa-fé, mas é exigido que os possuidores não sejam proprietários de outros imóveis, urbanos ou rurais, e que a posse ocorra:
1. De maneira mansa e pacífica;
2. Ininterruptamente (continuamente);
3. Sem oposição do proprietário; e
4. Por prazo igual ou superior a cinco anos.

##### Rural
Com previsão legal na Lei da Usucapião Especial Rural, alterada posteriormente pelo artigo nº 191 da Constituição Federal de 1988, que por sua vez foi replicado pelo artigo nº 1.239 do Código Civil Brasileiro, essa modalidade de usucapião permite a aquisição por quem, mediante processo judicial e não sendo proprietário de outro imóvel rural ou urbano, possua, como se dono fosse, por cinco anos ininterruptos e sem oposição do proprietário, área rural de terra não superior a 50 hectares, desde que nela produza por seu trabalho ou de sua família e nela tenha sua moradia. Não há exigência de justo título e presume-se a boa-fé.

### Usucapião de bens móveis
Existem duas modalidades de usucapião de bens móveis.
É importante lembrar que à usucapião das coisas móveis também se aplica o disposto nos artigos 1.243 e 1.244 do Código Civil Brasileiro. Portanto, o indivíduo que solicita a posse de um bem móvel pode:
- Acrescentar a posse dos seus antecessores à sua posse, para efeito de cômputo temporal, contanto que todas as posses tenham ocorrido de maneira contínua e pacífica; e
- Também ser futuramente sujeitado à aplicação da usucapião, pois o novo dono está tão sujeito à usucapião quanto esteve o primeiro dono.

#### Ordinária
Prevista no Código Civil, a usucapião ordinária depende de justo título e de boa-fé. Ela é caracterizada pela posse de bem móvel que, cumulativamente, ocorra:
1. De maneira incontestável;
2. Ininterruptamente (continuamente); e
3. Por prazo igual ou superior a 3 anos.

#### Extraordinária
Prevista no Código Civil, a usucapião extraordinária independe de justo título e de boa-fé. Ela é caracterizada pela posse de bem móvel que, cumulativamente, ocorra:
1. De maneira incontestável;
2. Ininterruptamente (continuamente); e
3. Por prazo igual ou superior a 5 anos.

### Extrajudicial
Com a alteração no Código de Processo Civil (CPC) Brasileiro, que passa a vigorar em 2016, passou a se permitir a usucapião extrajudicial ou administrativo, ou seja, fora da Justiça, em cartório.

## Conceituações na legislação portuguesa
Na legislação portuguesa, a usucapião encontra-se normatizada no Código Civil Português. Princípios básicos para a aquisição do direito à usucapião:
1. É necessária a permanência no imóvel por no mínimo 5 anos, ou a posse do bem móvel por no mínimo 2 anos;
2. Quando a posse for de boa-fé, o lapso de tempo necessário à aquisição do direito será menor; e
3. Nenhuma posse violenta ou oculta terá seu lapso de tempo computado.

Quanto à organização dos temas:
1. As disposições gerais referentes à usucapião são tratadas nos artigos 1.287 a 1.292 do Código Civil Português.
2. A usucapião de bens imóveis é tratada nos artigos 1.293 a 1.297; e
3. A usucapião de bens móveis é tratada nos artigos 1.298 a 1.300.

Embora a usucapião não esteja claramente definida na Constituição da República Portuguesa, o Código Civil Português, ao tratar da usucapião e suas modalidades, procura atender às diretrizes e aos princípios preconizados pelos arts. 62 ("Direito de propriedade privada") e 65 ("Habitação e urbanismo") da Constituição Portuguesa.